# Јован Ростовски
Блажени Јован Ростовски или Јован Власати је руски православни светитељ из XV века.
Живео је у Ростову у време владавине цара Ивана Васиљевича Грозног. Био је обучен у монашке одежде и преко дана је проповедао јеванђеље по улицама Ростова, а ноћи је проводио на припрати и црквеном предворју. Са собом је увек носио Псалтир и читао га на латинском и грчком језику. Подвизавао се подвигом јуродивости Христа ради.

Умро је 3. септембра 1580. године. Сахрањен је у цркви светог Власија У Ростову. 
Мошти блаженог Јована се чувају у каменој цркви иконе Мајке Божије „Толгска“.
Православна црква га помиње 12. новембра по јулијанском календару.